# Lythria cruentaria
Lythria cruentaria là một loài bướm đêm thuộc họ Geometridae. Loài này được tìm thấy ở châu Âu.

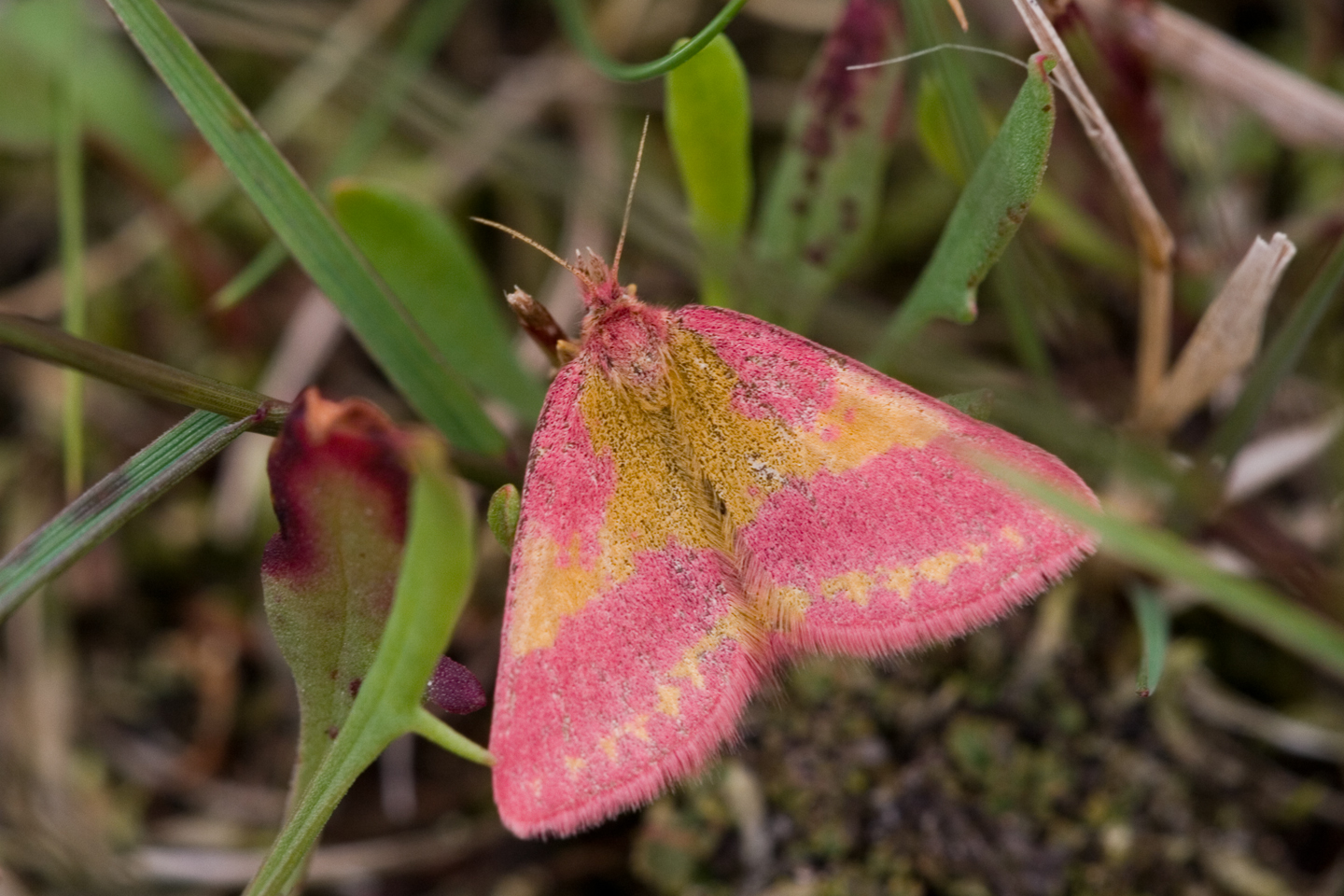

Chiều dài cánh trước là 9–13 mm. Con trưởng thành bay in two or three generations from the end of tháng 4 to the end of September. .

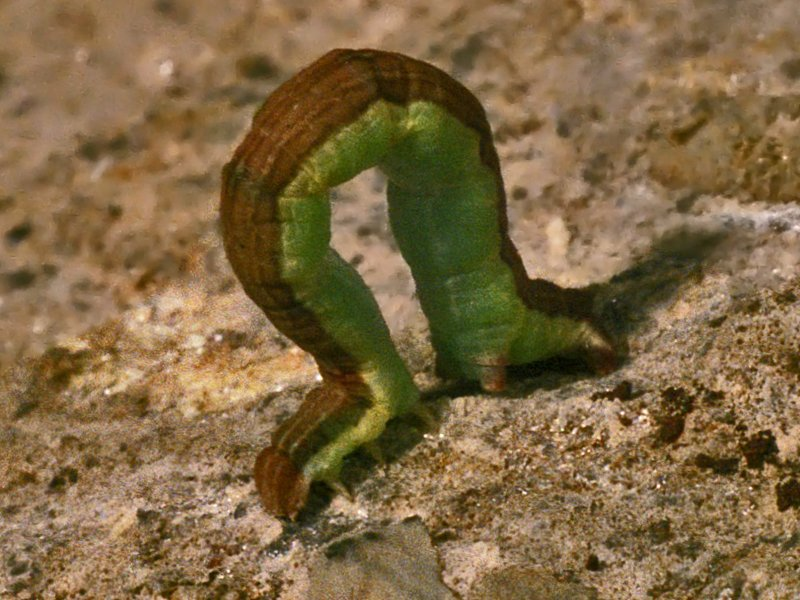
Caterpillar

The caterpillar feed on sorrel và Rumex acetosella.

## Hình ảnh

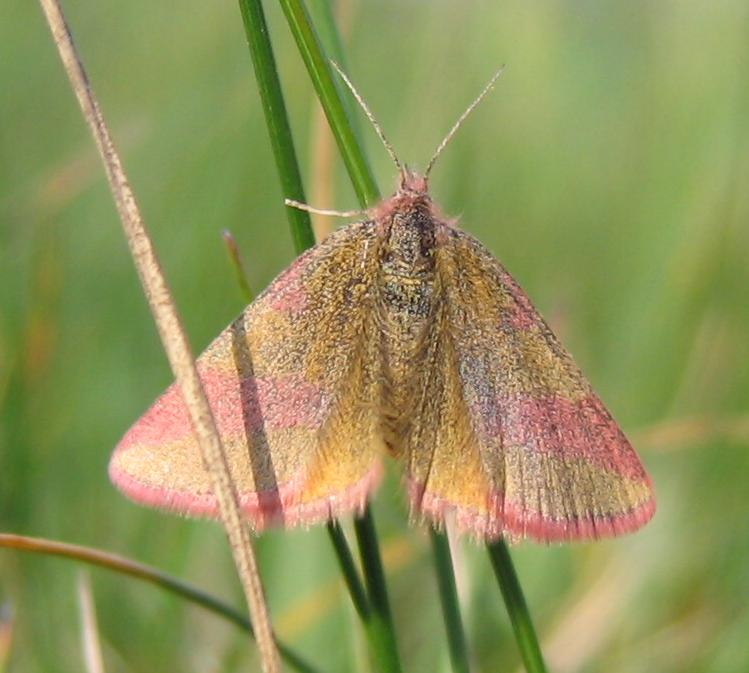